# Ferrocarril del Pacífico Norte

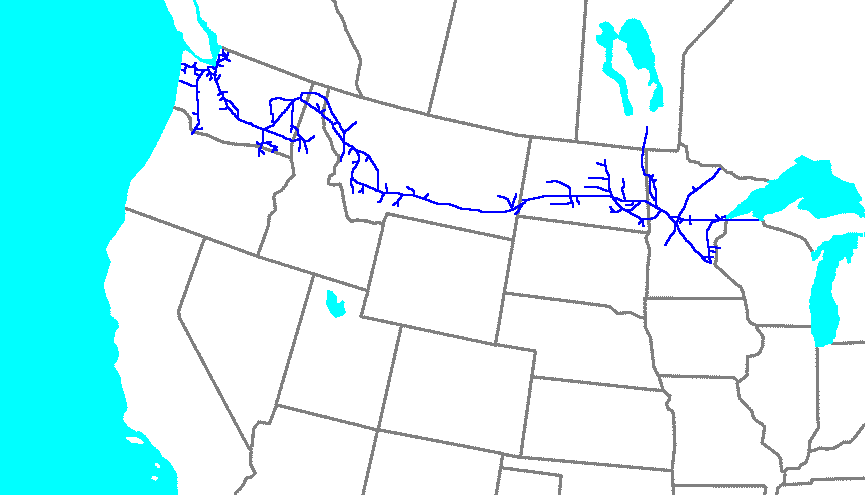
Mapa que muestra el recorrido del ferrocarril del Pacífico Norte

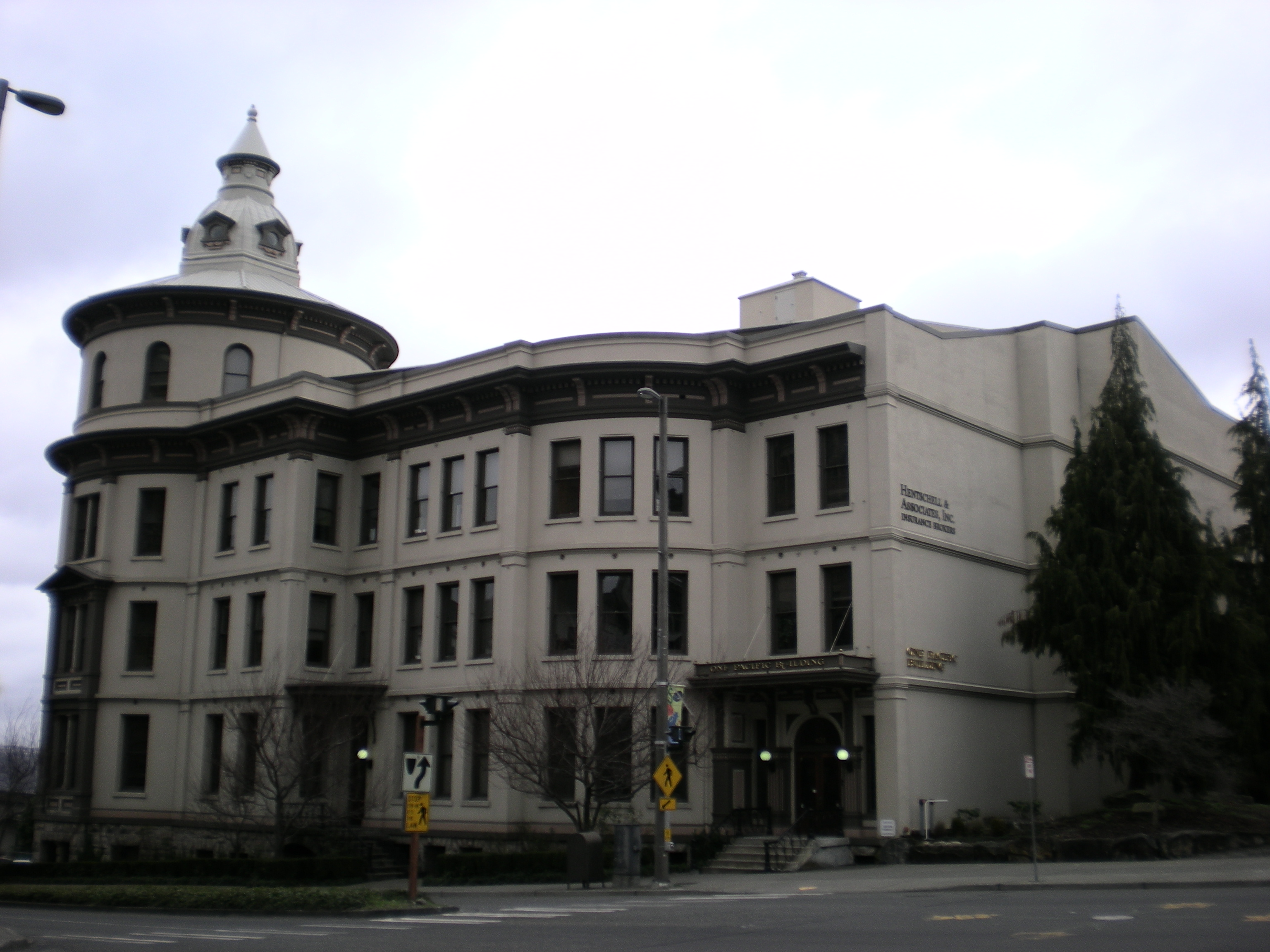
Antigua oficina del ferrocarril, en Tacoma, estado de Washington

El Ferrocarril del Pacífico Norte fue una compañía de ferrocarril que operaba por el Noroeste de Estados Unidos desde Wisconsin hasta la costa del Pacífico. La línea empezó a construirse en 1870 y fue inaugurada por el presidente Ulysses S. Grant el 8 de septiembre de 1883.
Además de por Wisconsin, atraviesa los estados de Minnesota, Dakota del Norte, Montana, Idaho, Washington y Oregón. Y tiene un ramal hacia Winnipeg (Manitoba, Canadá). El ferrocarril fue importante para mejorar el comercio de madera, minerales y ganado.
En 1970 se asoció con otros ferrocarriles para crear el ferrocarril del Norte de Burlington.